# Lakes Entrance
Lakes Entrance è una cittadina costiera situata nella contea di East Gippsland, nello stato di Victoria, Australia, a circa 320 km a est di Melbourne. Questa località è nota per la sua posizione strategica lungo la costa, dove il sistema di laghi del Gippsland si collega all'Oceano Pacifico tramite una stretta apertura artificiale. La città è un punto nevralgico per il turismo, la pesca e le attività marittime della regione.

## Geografia fisica
Lakes Entrance si trova alla confluenza di un esteso sistema di laghi interni, che include i laghi King, Victoria e Wellington, uno dei più grandi bacini lagunari d'Australia. Il sistema lagunare è separato dal mare da una lunga striscia di sabbia nota come la «Ninety Mile Beach». L'apertura che collega i laghi al mare fu creata artificialmente nel 1889 per migliorare la navigabilità e facilitare l'accesso ai porti, trasformando la città in un importante hub per l'industria della pesca commerciale.

### Clima
Il clima di Lakes Entrance è di tipo oceanico temperato, caratterizzato da estati miti e inverni freschi. Le temperature medie estive variano tra i 12 °C e i 25 °C, mentre in inverno si mantengono tra i 5 °C e i 15 °C. Le precipitazioni sono distribuite in modo abbastanza uniforme durante l'anno, con un leggero picco nei mesi invernali.

### Ambiente e conservazione
Lakes Entrance si trova in prossimità del parco nazionale dei Laghi del Gippsland, un'importante area di conservazione ecologica che ospita diverse specie di fauna e flora. Le acque del sistema di laghi e la vicina Ninety Mile Beach sono un habitat fondamentale per numerose specie di uccelli migratori, pesci e mammiferi marini. L'equilibrio ambientale della regione è strettamente monitorato, soprattutto per quanto riguarda l'influenza delle attività umane come la pesca e il turismo sul fragile ecosistema.
Negli ultimi anni, Lakes Entrance ha posto una crescente enfasi sullo sviluppo sostenibile, con progetti mirati a ridurre l'impatto ambientale delle attività turistiche e della pesca. La gestione delle acque reflue e la protezione della costa e delle dune sono priorità per preservare l'integrità ambientale della regione, in particolare alla luce dei cambiamenti climatici e dell'erosione costiera.

## Economia
L'economia di Lakes Entrance si basa principalmente su tre settori: pesca, turismo e agricoltura. Il porto è uno dei più importanti per la pesca commerciale nel sud-est dell'Australia, con una fiorente industria di pesca di crostacei, calamari e altre specie marine. Oltre alla pesca, il turismo è un elemento fondamentale dell'economia locale, specialmente durante la stagione estiva, grazie alla vasta gamma di attività ricreative che comprendono pesca sportiva, crociere sui laghi, surf e altre attività acquatiche.

## Infrastrutture e trasporti
La cittadina è ben collegata alla rete stradale regionale tramite la Princes Highway, che fornisce accesso diretto da Melbourne e da altre città vicine. Il trasporto pubblico è limitato, con servizi di autobus che collegano la città alle aree circostanti. Le infrastrutture portuali sono essenziali per l'industria locale della pesca e per il turismo, con la presenza di numerose strutture per il noleggio di barche e la navigazione.